# Pierre Nkurunziza
Pierre Nkurunziza (18 tháng 12 năm 1964 – 8 tháng 6 năm 2020) là chính trị gia Burundi, Tổng thống Burundi từ năm 2005. Ông là chủ tịch của đảng Hội đồng quốc gia bảo vệ nền dân chủ - Các lực lượng bảo vệ nền dân chủ (CNDD-FDD), đảng cầm quyền, cho đến khi đảm nhiệm vai trò Tổng thống Burundi.
Năm 2015, Nkurunziza đã được đảng của ông chỉ định ứng cử nhiệm kỳ tổng thống thứ ba. Tuy nhiên, quyết định này gây nhiều tranh cãi. Những người ủng hộ và phản đối Nkurunziza không đồng ý với nhau về tính hợp pháp của việc chỉ định ông này tranh cử nhiệm kỳ thứ ba, và cuộc biểu tình đã nổ ra sau đo. Ngày 13 tháng 5 năm 2015, một cuộc đảo chính chống lại Nkurunziza xảy ra trong khi ông ra khỏi đất nước; lãnh đạo cuộc đảo chính, Godefroid Niyombare, tuyên bố đã lật đổ Nkurunziza, mặc dù những người trung thành với Nkurunziza phản đối tuyên bố này. Đối mặt với sự chống đối từ những người trung thành Nkurunziza, cuộc đảo chính sụp đổ và các lực lượng trung thành với Nkurunziza kiểm soát trở lại hoàn toàn ngày 15 tháng 5.